# Lisna arterija
Lisna arterija (lat. arteria fibularis, arteria peronea) je krvna žila koja okigeniranom krvlju opskrbljuje strukture lateralne i prednje lože potkoljenice.
Lisna arterija grana je stražnje goljenične arterije (lat. arteria tibialis posterior) od koje se odvaja u njenom početnom dijelu, silazi između dubokih mišića stražnje strane potkoljenice, te završava na lateralnoj strani petne kosti (lat. calcaneus) kao lat. rami calcanei.
U svom tijeku lisna arterija daje sljedeće grane:
- lat. ramus perforans
- lat. ramus communicans
- lat. ramus malleolares laterales
- lat. rami calcanei